# Pentaclethra macroloba
Pentaclethra macroloba (conocido comúnmente como dormilón, capitancillo, gavilán, quebracho o pracaxi) es un árbol del género Pentaclethra, nativo de las áreas tropicales húmedas del norte del Neotrópico.

## Descripción
Pentaclethra macroloba es un árbol de dosel que logra alturas de 30 a 35 metros y un diámetro de tronco de 130 centímetros. Las hojas son doblemente compuestas, ubicadas como una espiral en las ramas. Las láminas de la hoja, que pueden ser de hasta 30 centímetros de largo, consta de 15 a 20 folíolos pareados de 2 a 10 centímetros de longitud.
Las flores son pequeñas, con pétalos morados (de 4 a 5 milímetros de largo) adoptando tonos verdosos hacia sus puntas . Las inflorescencias se agrupan en racimos; a pesar de producir aproximadamente 200 flores por inflorescencia, cada una produce sólo unos pocos frutos.

## Distribución
La especie se encuentra desde Nicaragua a la cuenca del Amazonas y existe en tres poblaciones distintas. Una se encuentra entre el Amazonas, a través de Venezuela y las Guayanas, hasta Trinidad y Tobago. La segunda población ocurre en la provincia panameña de Darién y Colombia occidental. La tercera se encuentra en Panamá occidental, la vertiente atlántica de Costa Rica y Nicaragua. Crece en bosques de tierras bajas desde el nivel de mar a los 600 m s. n. m., y es especialmente abundante en áreas más húmedas.

## Ecología

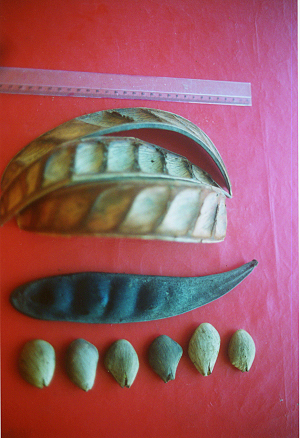
Vainas de semilla y semillas

Las semillas se dispersan mecánicamente cuando las vainas maduras se dividen. Las semillas sumergidas desarrollan bolsas de aire que les permiten flota, lo que se ha interpretado como evidencia de que la especie tiene adaptaciones para la dispersión por agua (hidrocoria).
Como muchas leguminosas, P. macroloba es un fijador de nitrógeno que forma una relación simbiótica con Rhizobium, el cual crece en nódulos radiculares especializados. Aunque este tipo de nódulos es típicamente encontrado en raíces enterradas, los ejemplares de P. macroloba que crecen en áreas pantanosas producen nódulos en raíces aéreas.

## Usos

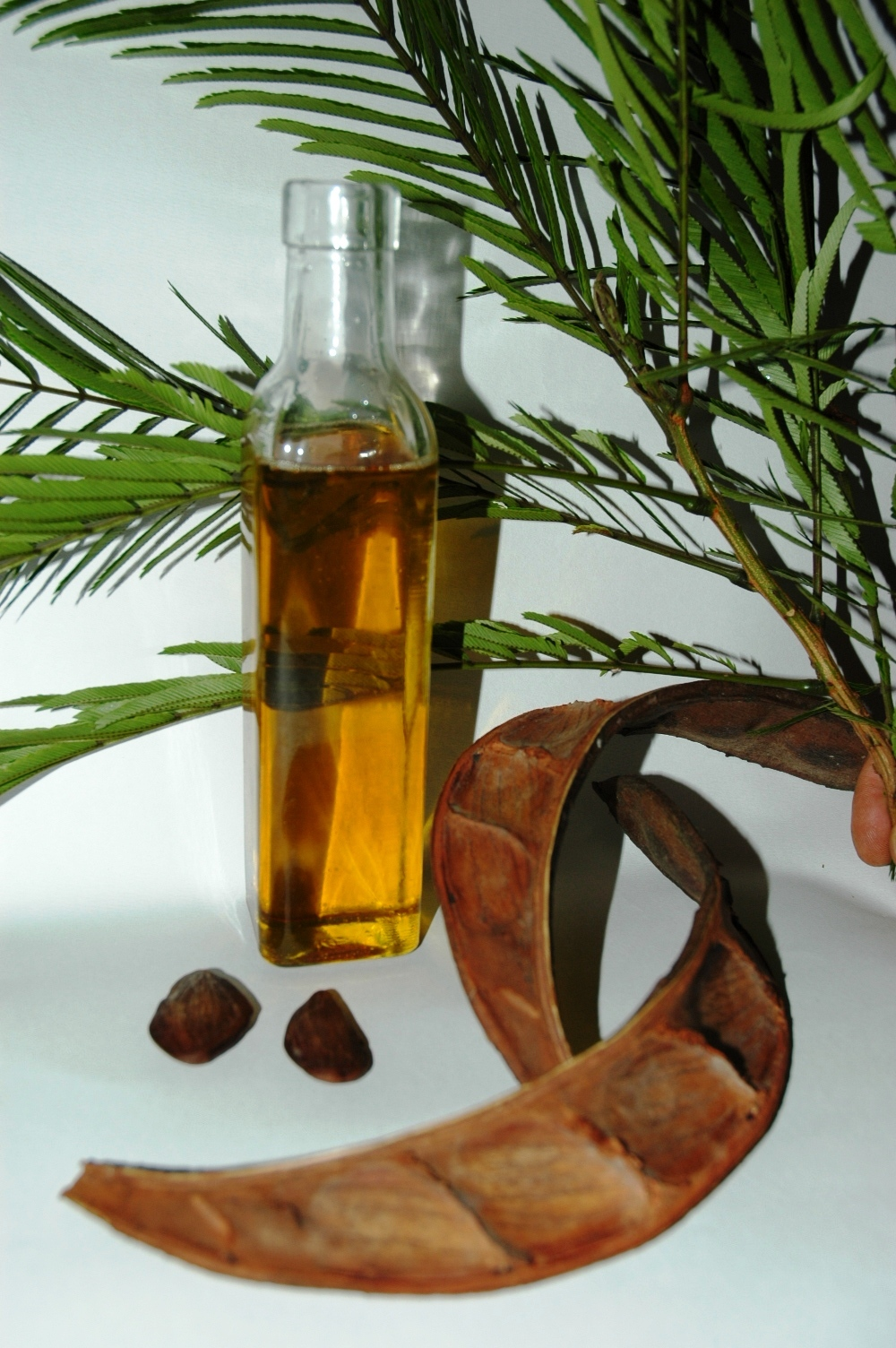
Aceite de pracaxi

### Madera
La albura del árbol es blanquecina, secando a rosa, mientras el duramen es rojizo marrón. La madera tiene una densidad relativa de 0.51–0.61 y es utilizada para la fabricación de mobiliario y construcción en general.

### Aceite
El aceite de las semillas de P. macroloba (conocido comercialmente como aceite de pracaxi), es rico en ácidos oleico, linoleico, y behénico, y se utiliza medicinalmente por poblaciones aborígenes del Amazonas. Se usa como sustituto para acondicionadores de cabello sintéticos en la industria cosmética verde.